# Carinotrachia
Carinotrachia é um género de gastrópode  da família Camaenidae.
Este género contém as seguintes espécies:
- Carinotrachia admirale Köhler, 2010
- Carinotrachia carsoniana Solem, 1985